# Кербер-Т
Кербер-Т — портативный газоанализатор, ионно-дрейфовый детектор (ИДД), спектрометр ионной подвижности (СИП) обеспечивающий обнаружение паров взрывчатых веществ, боевых отравляющих веществ, наркотических веществ и других опасных веществ в сверхмалых концентрациях.

## Принцип работы
Детектор «Кербер-Т» был создан специалистами компании «Южполиметалл-Холдинг» и Московского инженерно-физического института. Разработка завершилась в конце 2010 года.
«Кербер-Т» работает на основе спектрометрии ионной подвижности. Прибор во время работы непрерывно засасывает воздух, который направляется в камеру ионизации. Для ионизации используется генератор коронного разряда, который ионизирует молекулы, содержащиеся в воздухе. Целевые вещества, попадающие в прибор, ионизируются за счёт химической ионизации при атмосферном давлении, а не ионизированные молекулы выдуваются в окружающий воздух. Ионизированные молекулы удерживаются в камере ионизации с помощью ионного затвора. После открытия ионного затвора ионы попадают в камеру дрейфа с градиентом электрического поля. В зависимости от массы и размеров ионы (ионизированные молекулы) движутся с разной скоростью через дрейфовую камеру: тяжёлые движутся медленнее, а лёгкие быстрее. Измеряя скорости ионизированных молекул можно определить их состав. Измерение происходит на коллекторе ионного тока, который генерирует сигнал, поступающий в систему усиления и обработки. «Кербер-Т» формирует 10 спектров в секунду, что позволяет проводить статистическую обработку и отбрасывать шумы, вызванные случайными изменениями состава воздушного потока и электромагнитными помехами.

## Функционирование
Ключевой отличительной чертой, на момент выхода в серийное производство ионно-дрейфового датчика «Кербер-Т», являлось то, что он был единственным газоанализатором, который мог одновременно определять положительно и отрицательно заряженные ионы. Прибор может определять все виды взрывчатых веществ, в том числе самодельные, на основе органических перекисей и неорганических нитратов. Конструкция пробоотборного узла позволяет проводить анализ воздуха и анализ микрочастиц на поверхности пробоотборной салфетки. Салфетка представляет собой лист пищевой алюминиевой фольги. Производительность насоса, забирающего воздух, составляет 5—10 см³/с.
Важной особенностью является использование в приборе нерадиоактивного источника ионизации.
Встроенное программное обеспечение прибора анализирует данные, полученные датчиками камеры дрейфа, и сравнивает с данными, хранящимися в памяти устройства. Если определяемое соединение обнаружено и его количество превышает установленный порог срабатывания, то «Кербер-Т» подает соответствующие сигналы. Результаты могут быть представлены в графическом виде на встроенном экране, на внешнем экране или записываться на карту памяти. Время любого варианта анализа не превышает 5 секунд.
Прибор обслуживается одним человеком. Вес 3,5 кг обеспечивает высокую мобильность, а работа от сменного аккумулятора высокую автономность. Аппарат может работать от сети 220 В. Для правильной работы датчика температура окружающего воздуха должна быть в диапазоне от 0° до 50°C, а влажность от 20 до 80 %.
По данным официального периодического издания инженерных войск Вооружённых Сил Российской Федерации «Инженерный журнал» на апрель 2019 года ИДД «Кербер-Т» «является самым лёгким и компактным биполярным спектрометром ионной подвижности в мире».

## Применение
Прибор «Кербер-Т» предназначен для обнаружения и идентификации следовых количеств малолетучих и летучих веществ (токсичных, аварийно химически опасных, взрывчатых и наркотических) в воздухе и на поверхностях, в том числе рук.
В течение 2010—2011 годов газоанализатор «Кербер-Т» проходил испытания в ведущих профильных лабораториях России:
- Центр специальной техники ФСБ России проводил испытания по взрывчатым веществам, наркотическим средствам и устойчивости к ложноположительным срабатываниям;
- Отдел взрыво- и пожаротехнических экспертиз ЭКЦ ГУ МВД по городу Москва проводил испытания по взрывчатым веществам и устойчивости к ложноположительным срабатываниям;
- Департамент специального и криминалистического обеспечения ФСКН России проводил испытания по наркотическим веществам;
- Институт проблем экологии и эволюции им. Северцова РАН и ФГУП «НПП „Дельта“» проводил испытания по отравляющим веществам и ряду классов органических соединений;
- ЗАО «Спецприбор» (город Тула) проводил испытания по отравляющим веществам.

В августе 2011 года началось серийное производство ИДД «Кербер-Т».
В 2012 году Центр специальной техники ФСБ России совместно с московским метрополитеном провёл опытную эксплуатацию на станции Охотный ряд. За время тестовой эксплуатации не произошло ни одного ложноположительного срабатывания детектора.
Широкая эксплуатация «Кербер-Т» началась в 2011 году. Прибор используется в России на объектах транспортной инфраструктуры: аэропорты, железнодорожные станции, метрополитен и т. д.. Активно применяется при осуществлении таможенного контроля. Прибор активно продаётся за пределы Российской федерации. К примеру, в 2017 году МВД Республики Узбекистан проводило занятия по боевой подготовке личного состава главных управлений, управлений и самостоятельных отделов министерства, а также руководящих сотрудников, входящих в группу министра внутренних дел, в ходе которых сотрудники специального отряда по обнаружению, обезвреживанию и уничтожению взрывных устройств и взрывоопасных предметов демонстрировали способы использования ионно-дрейфового детектора «Кербер-Т». Газоанализатор «Кербер-Т» успешно применялся подразделениями войск РХБЗ Вооружённых сил Российской Федерации во время военной операции в Сирии.
Кроме правоохранительных органов «Кербер-Т» используется учреждениями с большим количеством посетителей: театры, торгово-развлекательные центры, музеи и подобные. К примеру, в 2019 году в период с 2 по 16 сентября Государственная Третьяковская галерея организовала тестовую эксплуатации, после чего приняла решение использовать прибор для обеспечения безопасности на входах в галерею.
На март 2019 года было выпущено и продано более 3000 экземпляров СИП «Кербер-Т».
На основе «Кербер-Т» были разработаны различные приборы, детектирующие опасные вещества: стационарный газоанализатор «Сегмент», компактный анализатор веществ на поверхности руки «Шельф-ТИ-р».
Доцент кафедры Института судебных экспертиз (Евразийский национальный университет, Нур-Султан, Казахстан) кандидат юридических наук Н. Б. Мергембаева в 2020 году отмечала, что «Кербер-Т» относится к «наиболее надежным средствам поиска, обеспечивающим обнаружение прямых признаков взрывоопасных предметов, наряду с выпускаемыми в США детекторами Q-Scan QR-160 и QR-500». Такую же оценку ионно-дрейфовому детектору «Кербер-Т» дала в 2016 году кандидат юридических наук, старший преподаватель кафедры общеправовых дисциплин Всероссийского института повышения квалификации сотрудников МВД России Исаева Е. Д.

## Комментарии
1. ↑  Датчики детекторов Q-Scan QR-160 и QR-500 используют ядерный квадрупольный резонанс[15].